# Hải quân Liên Xô
Hải quân Liên Xô (tiếng Nga: Военно-морской флот СССР (ВМФ), đã Latinh hoá: Voyenno-morskoy flot SSSR (VMF), n.đ. 'Hạm đội Hàng hải quân sự Liên Xô') là nhánh hải quân của Lực lượng vũ trang Liên Xô. Thường được gọi là Hạm đội Đỏ, Hải quân Liên Xô là lực lượng có số lượng tàu chiến và máy bay mạnh thứ 2 trên thế giới trong giai đoạn 1950-1990 (chỉ sau Hoa Kỳ). Xét riêng về một số lĩnh vực thì hải quân Liên Xô có vị trí dẫn đầu thế giới về tàu ngầm, ngư lôi và tên lửa chống hạm.
Hải quân Liên Xô là một phần trong chiến lược tác chiến của Liên Xô trong trường hợp xảy ra xung đột với Hoa Kỳ, hoặc một cuộc xung đột khác liên quan giữa Tổ chức Hiệp ước Bắc Đại Tây Dương (NATO) và Khối Warsaw (WTO). Lực lượng này có nhiệm vụ phòng thủ lãnh hải Liên Xô, ngăn chặn các tuyến hàng hải từ Mỹ tới các nước đồng minh NATO, đồng thời tiêu diệt hải quân Mỹ và NATO tại khu vực tác chiến dự kiến là các vùng biển ở Bắc bán cầu. Ảnh hưởng của Hải quân Liên Xô đã đóng một vai trò lớn trong Chiến tranh Lạnh (1945-1991), khi phần lớn các cuộc xung đột tập trung vào lực lượng hải quân.
Hải quân Liên Xô được chia thành bốn hạm đội lớn gồm Hạm đội Phương Bắc, Hạm đội Thái Bình Dương, Hạm đội Biển Đen và Hạm đội Baltic, ngoài ra còn có Căn cứ Hải quân Leningrad được chỉ huy riêng biệt. Hạm đội Caspi là một lực lượng nhỏ hoạt động trong vùng biển hồ Biển Caspian.
Sau khi Liên Xô tan rã năm 1991, Nga đã kế thừa phần lớn nhất của Hải quân Liên Xô và cải tổ nó thành Hải quân Nga, với những phần nhỏ hơn trở thành nền tảng cho hải quân của các quốc gia hậu Xô Viết mới độc lập.

## Tổ chức
Hải quân Liên Xô gồm những binh chủng sau:
- Tàu ngầm
- Tàu mặt nước
- Không lực hải quân
- Tên lửa và pháo bờ biển
- Hải quân đánh bộ

Ngoài ra cũng bao gồm tàu và tàu phụ trợ hạm đội, phân hiệu, đơn vị đặc biệt (SPN) và các nhiệm vụ khác.
Các nhánh chính của hải quân là tàu ngầm và hàng không hải quân. Ngoài ra, Hải quân Liên Xô bao gồm các đơn vị và tổ chức của hậu cần.
Tổng hành dinh Hải quân Liên Xô được đặt tại thành phố Moskva.

### Hạm đội
- Hạm đội Baltic Sao đỏ
- Hạm đội Phương Bắc Sao đỏ
- Hạm đội Thái Bình Dương Sao đỏ
- Hạm đội Biển Đen Sao đỏ
- Hạm đội Caspi Sao đỏ
- Căn cứ Hải quân Leningrad Sao đỏ

## Hiệu kỳ
Hiệu kỳ hải quân Liên Xô là một lá cờ trắng hình chữ nhật với tỷ lệ khung hình là 2:3, với một dải màu xanh hẹp dọc theo cạnh dưới. Một ngôi sao đỏ nằm cân đối về phía bên trái lá cờ, và một biểu tượng búa liềm đỏ ở bên phải. Lá cờ được thông qua vào ngày 27 tháng 5 năm 1935 theo nghị quyết của Ủy ban Chấp hành Trung ương Liên Xô và Hội đồng Dân ủy Liên Xô số 1982/341 "Về Hiệu kỳ Hải quân Liên Xô".
Trong điều lệ Tàu chiến Hải quân Liên Xô đã được quy định "lá cờ chiến đấu của tàu và là một biểu tượng danh dự quân đội, sự dũng cảm và vinh quang, nhắc nhở mỗi thuyền viên của con tàu về truyền thống anh hùng và nghĩa vụ thiêng liêng bảo vệ quê hương Liên Xô".

Hiệu kỳ của Hải quân Liên Xô trong gian đoạn 1918-1935
Hiệu kỳ của Hải quân Liên Xô trong gian đoạn 1935-1950
Hiệu kỳ của Hải quân Liên Xô trong gian đoạn 1950-1991

## Tên gọi
Hải quân Xô viết ban đầu có tên gọi là Lực lượng Hải quân Hồng quân Công Nông (tiếng Nga: Морских сил Рабоче-Крестьянский Красной Армиия MC PKKA). Tên này được quy định bởi một sắc lệnh của Hội đồng Dân ủy Nga Xô năm 1918.
Tới năm 1922, được đổi tên thành Hạm đội Đỏ Công Nông (Рабоче-Крестьянский Красный флот (РККФ))
Từ năm 1924, đổi tên thành Lực lượng Hải quân Hồng quân Công nông (Военно-Морские Силы Рабоче-Крестьянский Красной Армиия (ВМС РККА))
Từ tháng 2/1937, đổi tên thành Hải quân Xô Viết (tiếng Nga: Советский Военно-Морской Флот, đã Latinh hoá: Sovyetsky Voyenno-Morskoy Flot, n.đ. ''Hạm đội Hàng hải Quân sự Xô Viết''; ВМФ)

## Lịch sử

### Nội chiến Nga (1917-1922)
Tiền thân của Hải quân Liên Xô là Hải quân Hồng quân. Nội chiến Nga đã khiến lực lượng hải quân giảm mạnh về số tàu thành phần.
Do sự mất mát lớn về tàu chiến (bị đánh chìm, bị địch bắt, bị Entente giam giữ hoặc loại hoàn toàn khả năng chiến đấu), tổng lượng chuyển đổi của các tàu Hồng quân vào đầu năm 1921 chỉ chiếm 16,2% trong tổng số chuyển đổi của Hải quân Đế quốc Nga. Năm 1921, so với năm 1917, chỉ có 5,5% tàu chiến, 0% tàu tuần dương, 10% tàu khu trục, 5,8% tàu ngầm, 2,7% mìn và mạng lưới chắn, 4,9% tàu pháo, 7,2% tàu truyền tin và tàu tuần tra sông. Tổn thất trong nội chiến về thủy lôi ít nhất và trong lớp tàu tuần dương lớn nhất.
Sự xuống cấp chung cũng đã ảnh hưởng đến các lực lượng khác trong hạm đội. Do đó, số lượng pháo binh ven biển ở Biển Baltic đã giảm ba lần, một nửa ở Biển Đen và ở miền Bắc Nga, hệ thống phòng thủ bờ biển đã không còn tồn tại. Các đơn vị hàng không hải quân Hồng quân đã bị xóa bỏ vào năm 1920, và chỉ có một số đơn vị không quân còn lại trong sự chỉ huy hoạt động của các chỉ huy hạm đội, đến đầu năm 1921 chỉ bao gồm 36 máy bay lỗi thời với mức độ hao mòn vật chất cao.
Quá trình giảm hạm đội do Chính phủ Liên Xô thực hiện từ tháng 3 năm 1921 đến tháng 12 năm 1922, số lượng nhân viên của Lực lượng Hải quân Hồng quân đã giảm từ 86.580 xuống còn 36.929 người, và số lượng chiếm hữu cho đóng tàu và sửa chữa tàu đã giảm khoảng 3,3 lần.

### Sự phát triển của Hải quân Hồng quân (1924-1936)
Ngày 28 tháng 3 năm 1924, Bộ Tư lệnh Hải quân Hồng quân (UHMS) được thành lập. Người đứng đầu RKKA là Eduard Samuilovich Pantserzhanskiy, người báo cáo trực tiếp với Ủy viên Nhân dân Bộ Dân ủy Quân sự và Hải quân Liên Xô Trotsky. Ban chỉ đạo Hải quân được dự định để quản lý hoạt động và phục hồi, nhân sự, hành chính và kinh tế, đào tạo, kỹ thuật, thủy văn và các hoạt động khoa học của Hải quân.
Bộ Tổng tham mưu RKKA (Tổng tham mưu trưởng Mikhail Vasilyevich Frunze) đã chuẩn bị một báo cáo tổng hợp về việc đáp ứng nhu cầu của Hải quân Liên Xô về các vật tư và vật liệu đặc biệt, không thể sản xuất tại các nhà máy trong nước vì nhiều lý do.
Các phương án nâng cấp chiến lược Hải quân được đưa ra. Đầu tháng 7/1924, Hội đồng Lao động Quốc phòng (Совет труда и обороны) đã quyết định mua tàu quét mìn ở nước ngoài để sử dụng tại khu vực Biển Đen và biển Azov.
Sau đó Hội đồng Dân ủy Liên Xô lập kế hoạch đóng tàu quân sự cho Hải quân. Đồng thời Hội đồng Lao động Quốc phòng quyết định nâng cấp 7 tàu chiến từ thời Sa hoàng vào biên chế Hải quân tại Baltic và Biển Đen.
Cuối tháng 5/1925, Bộ Dân ủy Quân sự và Hải quân Liên Xô ra chỉ thị cho phép Chủ tịch Hội đồng Quân sự Cách mạng Lâm thời Liên Xô Frunze và Tư lệnh Hải quân Hồng quân Liên Xô, thành viên Hội đồng Quân sự Cách mạng Lâm thời Liên Xô Vyacheslav Ivanovich Zof giới thiệu Điều lệ quân chủng hải quân của Hải quân Hồng quân. Điều lệ quy định thứ tự phục vụ trên tàu và trách nhiệm của chỉ huy, sĩ quan và thủy thủ, đồng thời chia nhân sự của tàu theo chuyên môn.
Năm 1926, Hội đồng Lao động và Quốc phòng phê duyệt "Chương trình Đóng tàu Hải quân" bao gồm các kế hoạch chế tạo 12 tàu ngầm; sáu chiếc đầu tiên thuộc tàu ngầm lớp Dekabrist. Bắt đầu từ ngày 4 tháng 11 năm 1926, Cục kỹ thuật số 4 (trước đây là Cục tàu ngầm, và vẫn còn bí mật), dưới sự lãnh đạo của Boris Mikhailovich Malinin, đã quản lý các công trình xây dựng tàu ngầm tại Nhà máy đóng tàu Baltic. Ngày 19 tháng 3 năm 1930, nhà máy đóng tàu Nikolaev mang tên André Marti được Hội đồng Lao động Quốc phòng Liên Xô quyết định coi là căn cứ hải quân chính của Hạm đội Biển Đen. Nhà máy Sudotrest tại Sevastopol được coi là căn cứ sửa chữa tàu chính cho Hạm đội Biển Đen.
Kế hoạch xây dựng Hải quân trong 5 năm được Hội đồng Dân ủy Liên Xô thông qua. Theo đó chính phủ Liên Xô ủy nhiệm cho Hội đồng Quân sự Cách mạng Liên Xô chịu trách nhiệm giám sát và thông qua ngân sách đóng tàu.
Đầu năm 1928, một số kế hoạch tác chiến của Hải quân Xô viết được đưa ra, theo đó cần nâng cấp chiến lược tàu ngầm.
Đến năm 1929, bản kế hoạch nâng cấp tàu ngầm 2 giai đoạn được thông qua. Theo đó sẽ sản xuất tàu ngầm lớp Leninets từng bước hiện đại.
Trong những năm 1930, khi quá trình công nghiệp hóa của Liên Xô được tiến hành, các kế hoạch đã được thực hiện để mở rộng Hải quân Liên Xô thành một trong những cường quốc nhất trên thế giới, 133 tàu ngầm đã được chế tạo theo thiết kế được phát triển trong quá trình quản lý của Malinin. Quá trình phát triển bổ sung bao gồm sự thành lập Hạm đội Thái Bình Dương vào năm 1932 và Hạm đội phương Bắc năm 1933. Các lực lượng được xây dựng xung quanh một lõi của các thiết giáp hạm lớp Sovetsky Soyuz. Chương trình xây dựng này mới chỉ ở giai đoạn ban đầu, vào thời điểm cuộc xâm lược của Đức buộc phải đình chỉ vào năm 1941.

### Hải quân Liên Xô trong những năm trước chiến tranh (1937-1941)
Ngày 30/12/1937, Hải quân Hồng quân tách thành một loại lực lượng vũ trang riêng biệt - Hải quân Liên Xô. Vào ngày 1 tháng 1 năm 1938, binh chủng tàu mặt nước Hải quân Liên Xô tương đối nhỏ gồm 3 thiết giáp hạm, 3 tàu tuần dương, 1 tàu khu trục dẫn đường và 17 tàu khu trục. Nhưng hạm đội tàu ngầm là một lực lượng khá mạnh: 10 tàu ngầm lớn, 10 tàu ngầm phóng lôi, 78 tàu ngầm cỡ trung và 52 tàu ngầm nhỏ.
Năm 1936-1941, một loạt tàu được đưa vài biên chế hải quân, 4 tàu tuần dương hạng nhẹ thuộc dự án 26 và dự án 26 bis (tàu tuần dương lớp Kirov), 3 tàu khu trục dẫn đường thuộc dự án 1 (tàu khu trục lớp Leningrad), 3 tàu khu trục dẫn đường thuộc dự án 38, 1 tàu khu trục dẫn đường thuộc dự án 20I (tàu khu trục lớp Tashkent), 28 tàu khu trục thuộc dự án 7 (tàu khu trục lớp Gnevny), 9 tàu khu trục thuộc dự án 7-U (tàu khu trục lớp Storozhevoy).
Ngày 29 tháng 4 năm 1939, Nikolay Gerasimovich Kuznetsov được bổ nhiệm làm Ủy viên Nhân dân Bộ Dân ủy Hải quân, lúc này ông 34 tuổi, trở thành người trẻ nhất và là thủy thủ đầu tiên ở chức vụ này. Tất cả những năm trước chiến tranh, Kuznetsov tiếp tục chuẩn bị hạm đội cho cuộc chiến tranh, đặc biệt kinh nghiệm chiến tranh với Phần Lan. Vào năm 1940-1941, hệ thống sẵn sàng hoạt động của các hạm đội và đội tàu được phát triển và đưa vào hoạt động, sự nhanh chóng được chứng minh vào đầu Chiến tranh Vệ quốc vĩ đại. Sắc mệnh năm 1941, được đưa ra từ Bộ Dân ủy Hải quân, yêu cầu nổ súng từ cụm pháo phòng không khi các máy bay nước ngoài xuất hiện trên căn cứ của Liên Xô - vào tháng 3 tại Liepāja và Polyarny đã bắn rơi máy bay trinh sát Đức (điều này gây ra cho Stalin không hài lòng và khiển trách Kuznetsov).
Trước cuộc Chiến tranh Vệ quốc vĩ đại, Hải quân Xô viết có 3 thiết giáp hạm, 7 tàu tuần dương, 59 tàu khu trục dẫn đường và tàu khu trục, 218 tàu ngầm, 269 tàu phóng lôi, 22 tàu tuần tra, 88 tàu quét mìn, 77 tàu săn ngầm và một số tàu khác, cũng như các tàu phụ trợ. Có 219 tàu đang được chế tạo, trong đó có 3 thiết giáp hạm, 2 tàu tuần dương hạng nặng và 7 tàu hạng nhẹ, 45 tàu khu trục và 91 tàu ngầm.

### Chiến tranh Vệ quốc Vĩ đại (1941-1945)
Vào ngày 22 tháng 6 năm 1941, lúc ba giờ sáng, không quân Đức Quốc xã đã đột kích căn cứ chính của Hạm đội Biển Đen Hải quân Liên Xô ở Sevastopol và thành phố Izmail.
Vào lúc 03:06 ngày 22 tháng 6 năm 1941, Chuẩn đô đốc I. D. Eliseev, tham mưu trưởng Hạm đội Biển Đen, đã ra lệnh bắn vào các máy bay Đức đang xâm phạm không phận Liên Xô, nó đã đi vào lịch sử: đó là mệnh lệnh quân sự đầu tiên trận chiến đẩy lùi Đức quốc xã tấn công Liên Xô Chiến tranh Vệ quốc vĩ đại.
Ở Sevastopol, để chặn Hạm đội Biển Đen, Đức Quốc xã đã thả thủy lôi trên đường vào căn cứ và ở Vịnh Bắc. Không quân Đức đã gặp phải hỏa lực pháo phòng không và tàu của Hải đội Danube. Các căn cứ hải quân ở Liepaja và Riga cũng trải qua các cuộc không kích của Đức. Thủy lôi được thả từ máy bay ở khu vực Kronstadt, căn cứ chính của Hạm đội phương Bắc bị oanh tạc. Vào ngày 22 tháng 6, khi báo cáo với Điện Kremlin về một cuộc đột kích vào Sevastopol, Đô đốc Kuznetsov, không chờ đợi chỉ dẫn từ cấp trên, đã ra lệnh cho tất cả các hạm đội: "ngay lập tức bắt đầu thiết lập các bãi thủy lôi theo kế hoạch bao trùm."
Đối phương chính của hạm đội trong chiến tranh không phải là hải quân Đức, mà là lực lượng không quân và lục quân Đức. Hoạt động chính trong chiến đấu của hạm đội là hỗ trợ ven bờ lực lượng lục quân phòng thủ và tấn công (trong những năm chiến tranh, có tới 85% đạn pháo hải quân đã được sử dụng cho các mục tiêu ven biển và tới 40% để tấn công lực lượng lục quân).
Nhiệm vụ quan trọng thứ hai là phá vỡ liên lạc trên biển của phe Trục, bảo vệ thông tin liên lạc, tiêu diệt lực lượng phe Trục trên biển và tấn công các mục tiêu trên bờ biển và lãnh thổ. Hải quân Xô viết đã tiến hành 88 lượt hoạt động quân sự, trong đó 23 lần tham gia vào các hoạt động quân sự phối hợp và tiền tuyến.
Mặt trận chính trong chiến tranh là đất liền, vì vậy các kế hoạch và hành động của hạm đội thường phụ thuộc vào lợi ích của lực lượng mặt đất tại các khu vực ven biển. Trong chiến tranh, Hải quân Liên Xô đã gửi hơn 400 nghìn người tới các mặt trận mặt đất.
Nhiều tàu vận tải và phụ trợ được chuyển đổi thành tàu chiến đã trở thành một phần của RKKF.

### Hải quân Liên Xô trong thời kỳ hậu chiến (1945-1980)
Trong thập kỷ đầu tiên sau chiến tranh, đã có 248 tàu ngầm diesel và 619 tàu mặt nước được chế tạo và đưa vào hoạt động. Tổng cộng, trong cấu trúc chiến đấu của Hải quân Liên Xô năm 1955, tính đến những chiếc được chế tạo trong những năm trước chiến tranh và trong chiến tranh, có 265 tàu ngầm diesel và khoảng 900 tàu chiến mặt nước (trong đó khoảng 80% mục đích ven biển).
Vào ngày 26 tháng 1 năm 1954, một nghị quyết chung của Ban chấp hành Trung ương Đảng Cộng sản Liên Xô và Hội đồng Bộ trưởng Liên Xô về thiết kế và thử nghiệm tàu ngầm vũ trang với tên lửa đạn đạo tầm xa và phát triển trên cơ sở các công trình này như một dự án kỹ thuật tàu ngầm lớn. Kết quả của chương trình này, tên lửa R11-FM được phát triển với tên lửa được phóng từ tàu ngầm ở vị trí bề mặt. Ngày 16 tháng 9 năm 1955 từ phía tàu ngầm tên lửa B-67 đã được thực hiện lần phóng SLBM đầu tiên trên thế giới.
Năm 1958, tàu ngầm hạt nhân K-3 đầu tiên của Liên Xô đã được chế tạo thành công.
Từ năm 1956, Tổng tư lệnh Hải quân Sergey Georgyevich Gorshkov, giống như người tiền nhiệm, Kuznetsov, là người ủng hộ việc xây dựng hạm đội đại dương, bao gồm cả tàu sân bay và các tàu mặt nước khác trong các vùng biển. Tuy nhiên, vào đầu những năm 1960, việc giảm lực lượng vũ trang đã dẫn đến việc cắt giảm ngân sách khỏi Hải quân và ngừng hạ thủy 7 tàu tuần dương hoàn toàn mới (bao gồm cả chưa hoàn thành).
Đầu những năm 1970, việc thiết kế và chế tạo tàu sân bay đầu tiên thuộc dự án 1143 đã bắt đầu ở Liên Xô.
Trong giai đoạn 1956-1975, khoảng 900 tàu mặt nước cho các mục đích khác nhau đã được đưa vào hạm đội, bao gồm hơn 400 tàu đổ bộ, hơn 300 trục lôi hạm, 7 tàu tuần dương (bao gồm 4 tàu thuộc dự án tàu tuần dương tên lửa 58), 30 tàu khu trục, 68 tàu tuần tra. Tầm quan trọng lớn đã được gắn liền với giải pháp chống tàu ngầm. Hai tàu tuần dương chống ngầm thuộc dự án 1123, 45 tàu chống ngầm lớn thuộc dự án 61, dự án 1134-A và dự án 1134-B đã được chế tạo.
Vào những năm 1976-1985, các tàu ngầm hạt nhân mang tên lửa đạn đạo thuộc Đề án 941 "Akula" mang tên lửa R-39 Rif đã bắt đầu đi vào hoạt động. Các tàu ngầm hạt nhân đa năng với ít tiếng ồn hơn và các tổ hợp thủy âm cải tiến cũng đang được chế tạo. Việc chế tạo tàu ngầm hạt nhân Đề án 949 "Granit" mang tên lửa hành trình P-700 Granit có khả năng đánh trúng mục tiêu ở tầm xa đã bắt đầu hoạt động. Ca nô đệm khí cũng được đưa vào sử dụng.

### Hải quân Liên Xô vào cuối thập niên 1980 – đầu thập niên 1990
Năm 1985, Hải quân Liên Xô đạt đến đỉnh cao quyền lực, có tổng cộng 1.561 tàu, và về số lượng tàu và tiềm năng chiến đấu, đứng vị trí thứ hai trên thế giới sau Hải quân Hoa Kỳ.
Năm 1991, Liên Xô đang chế tạo: hai tàu sân bay (bao gồm một hạt nhân), 11 tàu ngầm hạt nhân mang tên lửa đạn đạo, 18 tàu ngầm hạt nhân đa năng, 7 tàu ngầm điện-diesel, 2 tàu tuần dương tên lửa (bao gồm một hạt nhân), 10 tàu khu trục và tàu chống ngầm lớn,.... Hạm đội (mục đích chiến lược và tổng hợp) bao gồm hơn 100 đội tàu chiến và sư đoàn, và tổng số nhân viên của Hải quân Liên Xô là khoảng 450.000 (bao gồm 12.600 trong Thủy quân lục chiến). Chi phí cho Hải quân Liên Xô năm 1989 lên tới 12,08 tỷ rúp (với tổng ngân sách quân sự là 77,294 tỷ rúp), trong đó 2,993 triệu rúp được chi cho tàu và thuyền và 6,531 triệu rúp cho thiết bị kỹ thuật. Có 160 tàu mặt nước và biển sâu, 83 tàu ngầm hạt nhân chiến lược thế hệ thứ hai, 113 tàu ngầm hạt nhân đa năng và 254 tàu ngầm điện-diesel.

### Chuyển đổi
Sau khi Liên Xô tan rã và kết thúc Chiến tranh Lạnh, Hải quân Liên Xô, giống như các nhánh khác thuộc Lực lượng Vũ trang Liên Xô, đã được Nga kế thừa phần lớn nhất của mình và cải tổ nó thành Hải quân Nga. Bên cạnh đó họ đã mất một số đơn vị vào tay các quốc gia thuộc Liên Xô cũ hoặc bị loại bỏ do không có kinh phí duy trì. Một số tàu chiến đã được chuyển đến các quốc gia thuộc Liên Xô cũ:
- Biển Baltic: Hải quân Estonia, Hải quân Latvia và Hải quân Litva. Cả ba nước đã gia nhập NATO vào năm 2004.
- Biển Đen: Hải quân Ukraine và Hải quân Gruzia. Hải quân Gruzia đã bị Hải quân Nga đánh bại trong trận chiến ngoài khơi Abkhazia năm 2008. Hầu hết các tàu của Hải quân Ukraine đã bị Liên bang Nga tịch thu, lấy lại trong quá trình sáp nhập Krym vào năm 2014.
- Biển Caspi: Hải quân Azerbaijan, Hải quân Kazakhstan và Hải quân Turkmenistan.

### Danh sách trang bị

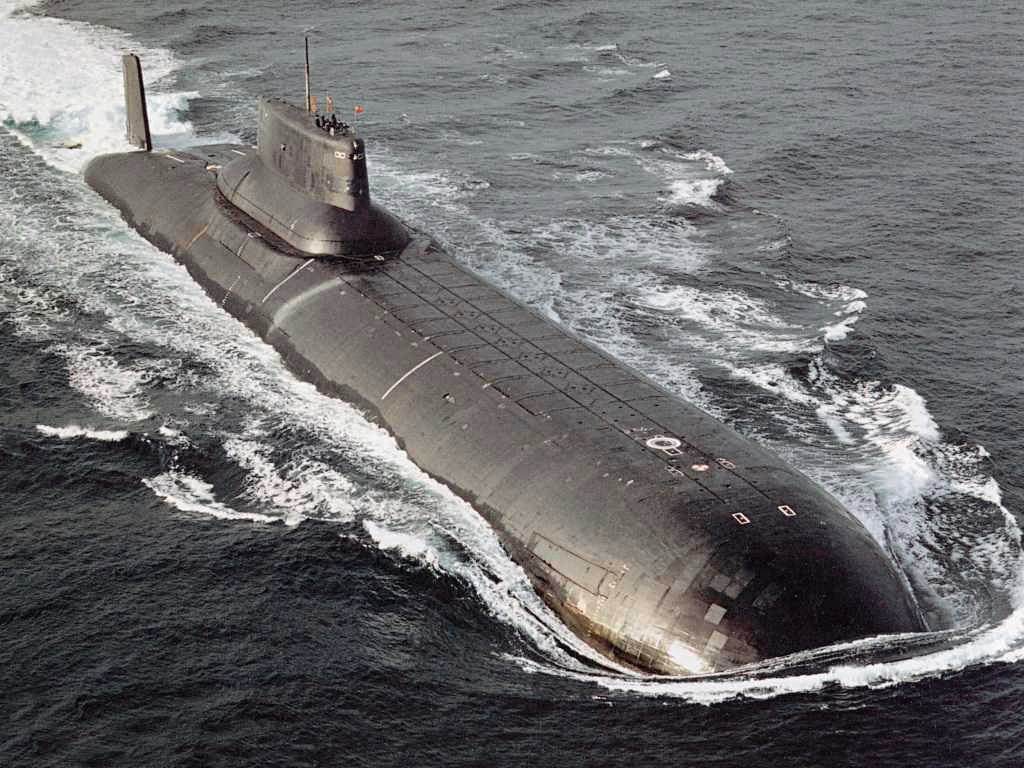
Tàu ngầm lớp Typhoon là lớp tàu ngầm lớn nhất từng được chế tạo

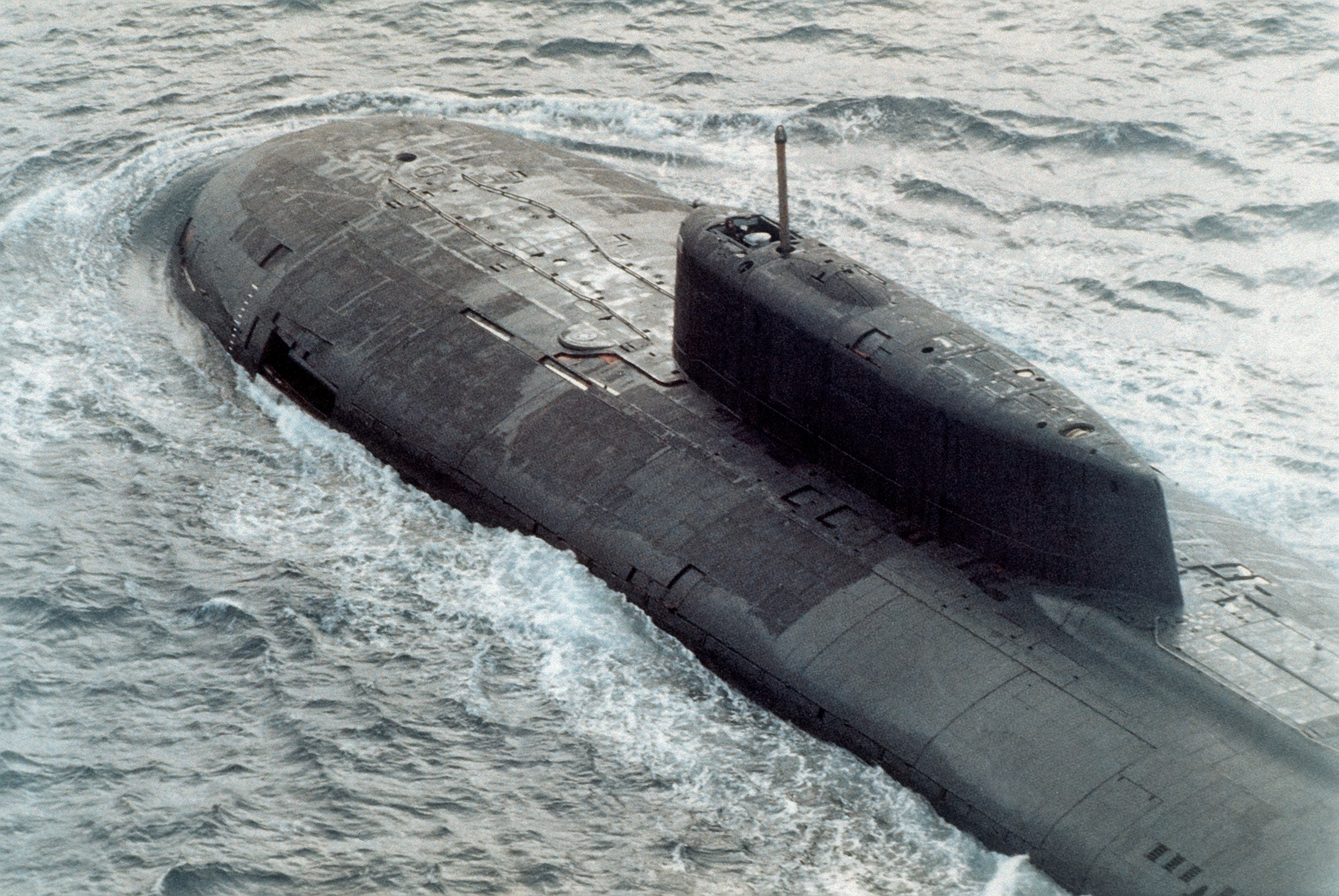
Tàu ngầm lớp Oscar II mang 24 tên lửa P-700 Granit, có thể tấn công tàu địch từ cự ly 600 km

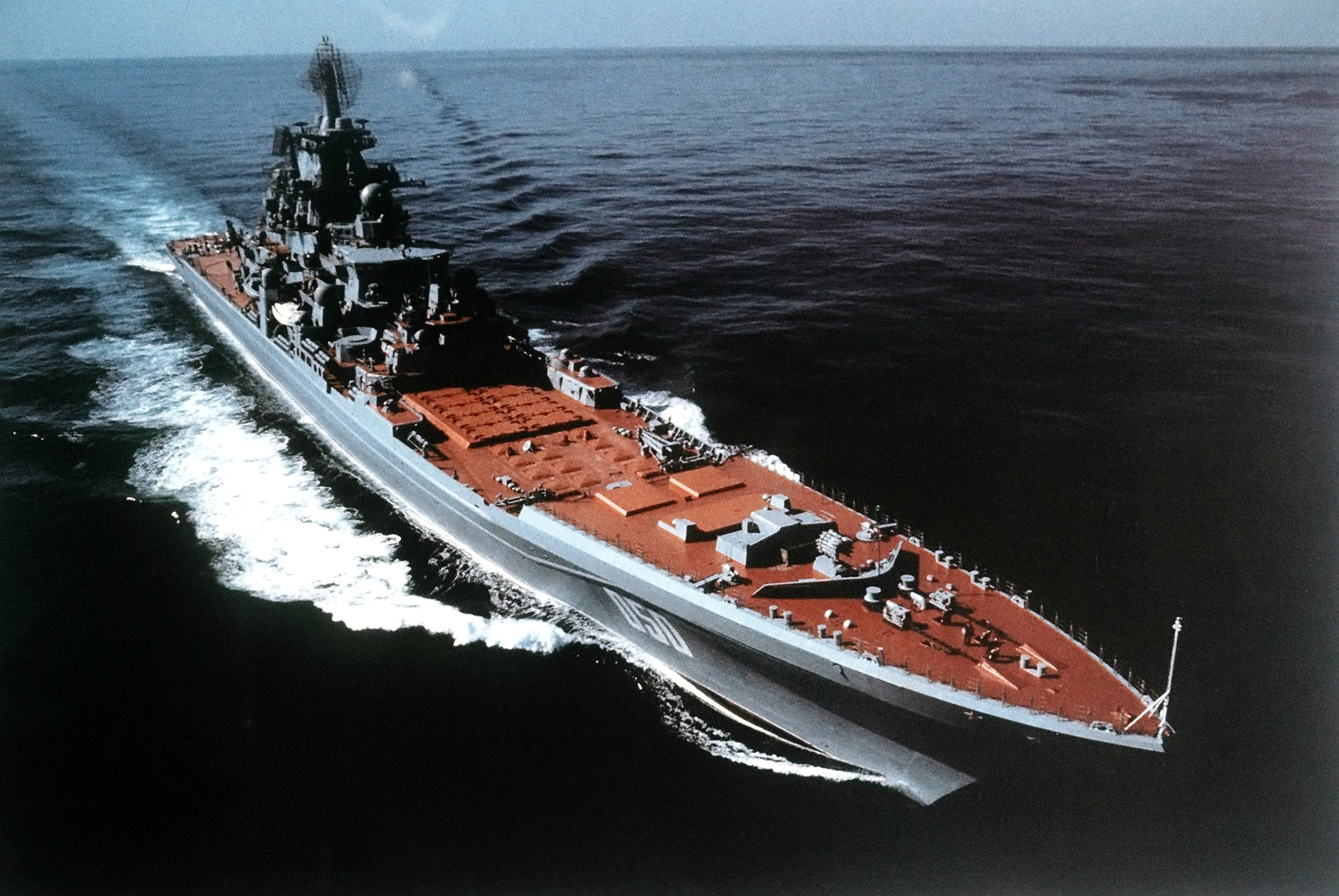
Tàu chiến-tuần dương lớp Kirov là một lớp tàu chiến chạy bằng năng lượng hạt nhân

Tính đến năm 1990, trang bị của Hải quân Liên Xô gồm có:
- 63 tàu ngầm mang tên lửa đạn đạo:

6 tàu ngầm Đề án 941 (lớp Typhoon)
40 tàu ngầm Đề án 667B (lớp Delta)
12 tàu ngầm Đề án 667A (lớp Yankee)
5 tàu ngầm Đề án 658 (lớp Hotel)
- 72 tàu ngầm mang tên lửa hành trình:

6 tàu ngầm lớp Oscar
6 tàu ngầm Yankee Notch
14 tàu ngầm Đề án 670 (lớp Charlie)
30 tàu ngầm lớp Echo
16 tàu ngầm Đề án 651 (lớp Juliett)
- 68 tàu ngầm tấn công hạt nhân:

5 tàu ngầm lớp Akula
2 tàu ngầm lớp Sierra
6 tàu ngầm lớp Alfa
46 tàu ngầm lớp Victor
6 tàu ngầm lớp November
3 tàu ngầm Yankee SSN
- 63 tàu ngầm tấn công điện-diesel:

18 tàu ngầm Đề án 877 (lớp Kilo)
20 tàu ngầm Đề án 641B (lớp Tango)
25 tàu ngầm Đề án 641 (lớp Foxtrot)
- 9 tàu ngầm phụ trợ:

1 tàu ngầm lớp Beluga
1 tàu ngầm lớp Lima
2 tàu ngầm lớp India
4 tàu ngầm lớp Bravo
1 tàu ngầm lớp Losos

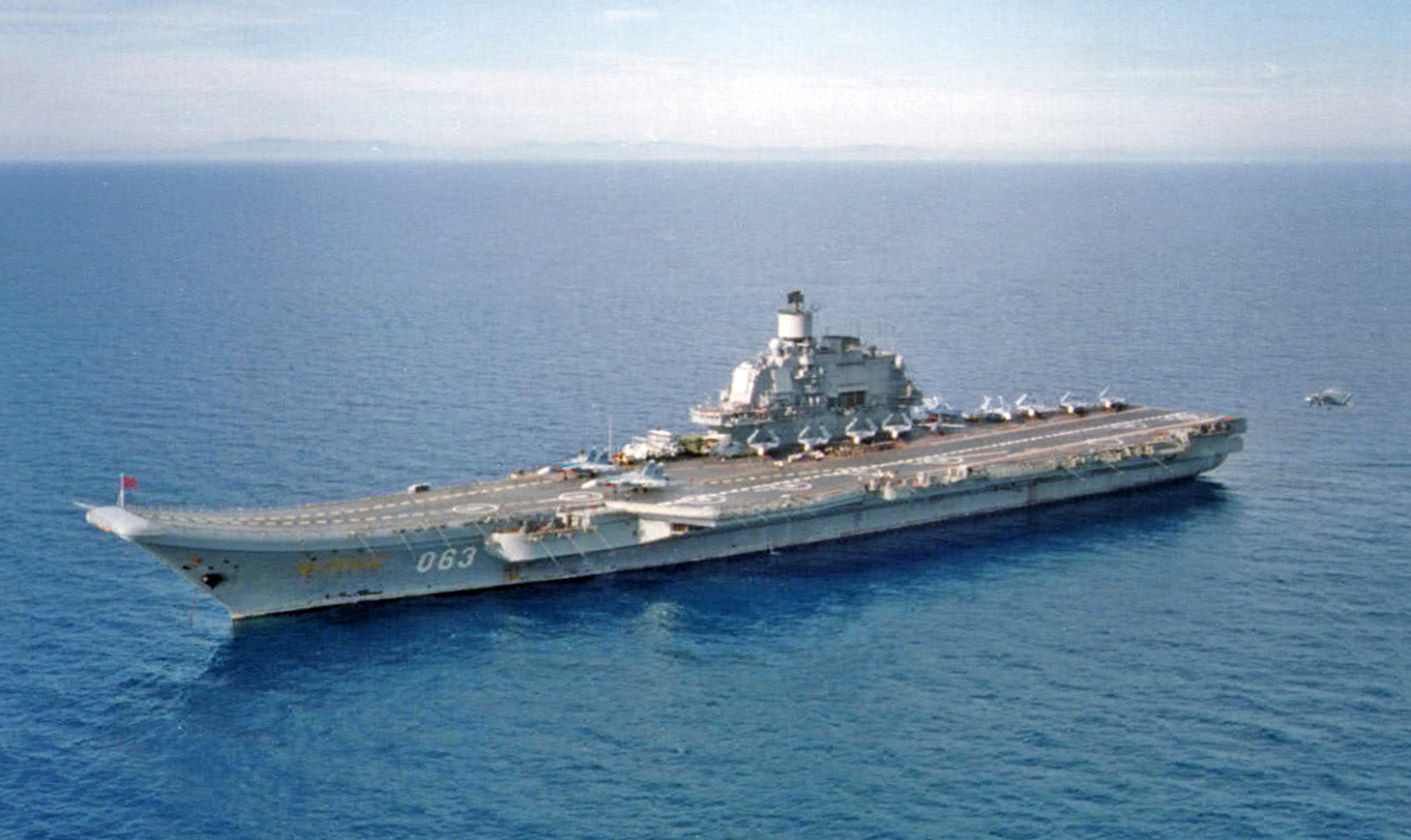
Tàu sân bay Đô đốc Kuznetsov

- 7 tàu sân bay/tàu sân bay trực thăng:

1 tàu sân bay lớp Kuznetsov
4 tàu sân bay lớp Kiev
2 tàu sân bay trực thăng lớp Moskva
- 3 tàu chiến-tuần dương:

3 tàu chiến-tuần dương lớp Kirov
- 30 tàu tuần dương:

3 tàu tuần dương lớp Slava
7 tàu tuần dương lớp Kara
4 tàu tuần dương lớp Kresta I
10 tàu tuần dương lớp Kresta II
4 tàu tuần dương lớp Kynda
2 tàu tuần dương lớp Sverdlov
- 45 tàu khu trục:

11 tàu khu trục lớp Sovremennyy
11 tàu khu trục lớp Udaloy
18 tàu khu trục lớp Kashin
3 tàu khu trục lớp Kanin
2 tàu khu trục lớp Kildin
- 113 khinh hạm:

32 khinh hạm lớp Krivak
1 khinh hạm lớp Koni
18 khinh hạm lớp Mirka
31 khinh hạm lớp Petya
31 khinh hạm lớp Riga
- 124 tàu corvette:

10 tàu corvette lớp Parchim
36 tàu corvette lớp Nanuchka
78 tàu corvette lớp Grisha
- 42 tàu đổ bộ tấn công:

3 tàu đổ bộ lớp Ivan Rogov
19 tàu đổ bộ lớp Ropucha
14 tàu đổ bộ lớp Alligator
6 tàu đổ bộ lớp Polnocny
- ≈425 tàu tuần tra

## Bộ Tổng Tư lệnh Hải quân
Lãnh đạo Bộ Tư lệnh Hải quân có nhiều chức vụ khác nhau tùy vào từng thời kỳ.
- Ủy viên Trung ương Đảng
- Ủy viên Dự khuyết Trung ương Đảng

| STT | Tên                                            | Quân hàm                           | Quân hàm                           | Chức vụ | Chức vụ | Nhiệm kỳ | Nhiệm kỳ  | Ghi chú                |
| STT | Tên                                            | Quân hàm                           | Quân hàm                           | Chức vụ | Chức vụ | Bổ nhiệm | Bãi nhiệm | Ghi chú                |
| --- | ---------------------------------------------- | ---------------------------------- | ---------------------------------- | --- | --- | -------- | --------- | ---------------------- |
| 1   | Pavel Efimovich Dybenko (1889-1938)            |                                    |                                    | Ủy viên Nhân dân phụ trách vấn đề Hải quân Nga Xô                                                                                              | Ủy viên Nhân dân phụ trách vấn đề Hải quân Nga Xô                                                                                              | 10/1917  | 3/1918    |                        |
| 2   | Vasili Mikhailovich Altfater (1883-1919)       |                                    | Tư lệnh Lữ đoàn Hải quân           | Ủy viên Bộ Dân ủy Quân sự và Hải quân; Ủy viên Hội đồng Quân sự Cách mạng; Tư lệnh Lực lượng Hải quân Cộng hòa Nga Xô                          | Ủy viên Bộ Dân ủy Quân sự và Hải quân; Ủy viên Hội đồng Quân sự Cách mạng; Tư lệnh Lực lượng Hải quân Cộng hòa Nga Xô                          | 4/1918   | 4/1919    | Mất khi đang tại nhiệm |
| 3   | Yevgeny Andreyevich Berens (1876-1928)         |                                    | Hạm trưởng Hải quân bậc nhất       | Tư lệnh Lực lượng Hải quân Cộng hòa Nga Xô | Tư lệnh Lực lượng Hải quân Cộng hòa Nga Xô | 4/1919   | 2/1920    |                        |
| 4   | Aleksandr Vasilivich Nemits (1879-1967)        |                                    | Tư lệnh Lữ đoàn Hải quân           | Tư lệnh Lực lượng Hải quân và Thủy quân Cộng hòa Nga Xô                                                                                        | Tư lệnh Lực lượng Hải quân và Thủy quân Cộng hòa Nga Xô                                                                                        | 2/1920   | 11/1921   |                        |
| 5   | Eduard Samuilovich Pantserzhanskiy (1887-1937) |                                    | Tư lệnh Hải quân Xô viết           | Tư lệnh Lực lượng Hải quân Cộng hòa Nga Xô | Tư lệnh Lực lượng Hải quân Cộng hòa Nga Xô | 11/1921  | 7/1923    |                        |
| 5   | Eduard Samuilovich Pantserzhanskiy (1887-1937) | Tư lệnh Lực lượng Hải quân Liên Xô | Tư lệnh Lực lượng Hải quân Liên Xô | 7/1923 | 12/1924 |          |           |                        |
| 6   | Vyacheslav Ivanovich Zof (1889-1937)           |                                    | Tư lệnh Hải quân Xô viết           | Ủy viên Hội đồng Quân sự Cách mạng; Tổng Tư lệnh Lực lượng Hải quân Liên Xô                                                                    | Ủy viên Hội đồng Quân sự Cách mạng; Tổng Tư lệnh Lực lượng Hải quân Liên Xô                                                                    | 12/1924  | 8/1926    |                        |
| 7   | Romuald Adamovich Muklevich (1890-1938)        |                                    | Tư lệnh Hải quân Xô viết           | Ủy viên Hội đồng Quân sự Cách mạng; Tổng Tư lệnh Lực lượng Hải quân Liên Xô                                                                    | Ủy viên Hội đồng Quân sự Cách mạng; Tổng Tư lệnh Lực lượng Hải quân Liên Xô                                                                    | 8/1926   | 6/1931    |                        |
| 8   | Vladimir Mitrofanovich Orlov (1895-1938)       |                                    | Tư lệnh Hạm đội bậc nhất           | Ủy viên Hội đồng Quân sự Cách mạng; Tổng Tư lệnh Lực lượng Hải quân Liên Xô; Phó ủy viên Nhân dân Bộ Dân ủy Quốc phòng Liên Xô (1/1937-7/1937) | Ủy viên Hội đồng Quân sự Cách mạng; Tổng Tư lệnh Lực lượng Hải quân Liên Xô; Phó ủy viên Nhân dân Bộ Dân ủy Quốc phòng Liên Xô (1/1937-7/1937) | 6/1931   | 7/1937    | Bị bắt                 |
| 9   | Mikhail Vladimirovich Viktorov (1893-1938)     |                                    | Tư lệnh Hạm đội bậc nhất           | Tổng Tư lệnh Lực lượng Hải quân Liên Xô | Tổng Tư lệnh Lực lượng Hải quân Liên Xô | 7/1937   | 12/1937   | Bị bắt                 |
| 10  | Pyotr Alexandrovich Smirnov (1897-1939)        |                                    | Tư lệnh Hạm đội bậc nhất           | Phó ủy viên Nhân dân Bộ Dân ủy Quốc phòng Liên Xô; Tổng Tư lệnh Lực lượng Hải quân Liên Xô                                                     | Phó ủy viên Nhân dân Bộ Dân ủy Quốc phòng Liên Xô; Tổng Tư lệnh Lực lượng Hải quân Liên Xô                                                     | 12/1937  | 6/1938    | Bị bắt                 |
| -   | Smirnov-Svetlovsky Peter Ivanovich (1897-1940) |                                    | Tư lệnh Hạm đội bậc hai            | Quyền Tổng Tư lệnh Lực lượng Hải quân Liên Xô                                                                                                  | Quyền Tổng Tư lệnh Lực lượng Hải quân Liên Xô                                                                                                  | 6/1938   | 9/1938    |                        |
| 11  | Mikhail Petrovich Frinovsky (1898-1940)        |                                    | Tư lệnh Hạm đội bậc nhất           | Tổng Tư lệnh Lực lượng Hải quân Liên Xô | Tổng Tư lệnh Lực lượng Hải quân Liên Xô | 9/1938   | 4/1939    | Bị bắt                 |
| 12  | Nikolay Gerasimovich Kuznetsov (1904-1974)     |                                    | Đô đốc hạm đội                     | | Ủy viên Ủy ban Quốc phòng Nhà nước; Tổng Tư lệnh Lực lượng Hải quân Liên Xô                                                                    | 4/1939   | 1/1947    |                        |
| 13  | Ivan Stepanovich Yumashev (1895-1972)          |                                    | Đô đốc                             | | Bộ trưởng Bộ Hải quân Liên Xô; Tổng Tư lệnh Lực lượng Hải quân Liên Xô                                                                         | 1/1947   | 7/1951    |                        |
| 12  | Nikolay Gerasimovich Kuznetsov (1904-1974)     |                                    | Đô đốc hạm đội Liên bang Xô viết   | | Thứ trưởng thứ nhất Bộ Quốc phòng Liên Xô; Tổng Tư lệnh Lực lượng Hải quân Liên Xô                                                             | 7/1951   | 12/1955   |                        |
| 14  | Sergey Georgyevich Gorshkov (1910-1988)        |                                    | Đô đốc hạm đội Liên bang Xô viết   | | Thứ trưởng Bộ Quốc phòng Liên Xô; Tổng Tư lệnh Lực lượng Hải quân Liên Xô                                                                      | 1/1956   | 12/1985   |                        |
| 15  | Vladimir Nikolayevich Chernavin (1928-)        |                                    | Đô đốc Hạm đội                     | | Tổng tư lệnh hải quân - Thứ trưởng Bộ Quốc phòng Liên Xô                                                                                       | 12/1985  | 2/1992    |                        |

## Bộ Tổng tham mưu Hải quân
Bộ Tổng tham mưu có nhiều tên gọi khác nhau. Còn gọi là Tổng tham mưu trưởng quản lý tác chiến và huấn luyện chiến đấu của lực lượng hải quân (Начальники органов оперативного руководства и боевой подготовки военно-морских сил)
| STT | Tên                                            | Quân hàm                                                           | Quân hàm                                                           | Chức vụ                                                                        | Chức vụ                                                                        | Nhiệm kỳ | Nhiệm kỳ  | Ghi chú                                                        |
| STT | Tên                                            | Quân hàm                                                           | Quân hàm                                                           | Chức vụ                                                                        | Chức vụ                                                                        | Bổ nhiệm | Bãi nhiệm | Ghi chú                                                        |
| --- | ---------------------------------------------- | ------------------------------------------------------------------ | ------------------------------------------------------------------ | ------------------------------------------------------------------------------ | ------------------------------------------------------------------------------ | -------- | --------- | -------------------------------------------------------------- |
| 1   | Yevgeny Andreyevich Berens (1876-1928)         |                                                                    | Hạm trưởng Hải quân bậc nhất                                       | Tham mưu trưởng Bộ Tổng Tham mưu Hải quân                                      | Tham mưu trưởng Bộ Tổng Tham mưu Hải quân                                      | 11/1917  | 5/1919    |                                                                |
| 2   | Vladimir Stepanovich Vecheslov (1876-1931)     |                                                                    | Hạm trưởng Hải quân bậc nhất                                       | Tham mưu trưởng Bộ Tổng Tham mưu Hải quân                                      | Tham mưu trưởng Bộ Tổng Tham mưu Hải quân                                      | 5/1919   | 9/1919    |                                                                |
| 3   | Alexander Nikolaevich Melentiev (1885-1942)    |                                                                    | Đội trưởng Hải quân                                                | Tham mưu trưởng Bộ Tổng Tham mưu Hải quân                                      | Tham mưu trưởng Bộ Tổng Tham mưu Hải quân                                      | 9/1919   | 8/1921    |                                                                |
| 4   | Boris Stepanovich Radzievsky (1887-1938)       |                                                                    |                                                                    | Tham mưu trưởng Bộ Tư lệnh Lực lượng Hải quân Cộng hòa                         | Tham mưu trưởng Bộ Tư lệnh Lực lượng Hải quân Cộng hòa                         | 7/1919   | 7/1920    |                                                                |
| 4   | Boris Stepanovich Radzievsky (1887-1938)       | Tham mưu trưởng các Lực lượng Hải quân Cộng hòa                    | Tham mưu trưởng các Lực lượng Hải quân Cộng hòa                    | 7/1920                                                                         | 1/1921                                                                         |          |           |                                                                |
| 5   | Aleksei Vladimir Dombrowsky (1882-1954)        |                                                                    | Thuyền phó Hải quân                                                | Tham mưu trưởng các Lực lượng Hải quân Cộng hòa                                | Tham mưu trưởng các Lực lượng Hải quân Cộng hòa                                | 1/1921   | 8/1921    |                                                                |
| 5   | Aleksei Vladimir Dombrowsky (1882-1954)        | Tham mưu trưởng Hải quân Cộng hòa                                  | Tham mưu trưởng Hải quân Cộng hòa                                  | 8/1921                                                                         | 12/1923                                                                        |          |           |                                                                |
| 5   | Aleksei Vladimir Dombrowsky (1882-1954)        | Tham mưu trưởng Hạm đội Hồng quân Công Nông                        | Tham mưu trưởng Hạm đội Hồng quân Công Nông                        | 12/1923                                                                        | 12/1924                                                                        |          |           |                                                                |
| 6   | Georgy Andreyevich Stepanov (1890-1957)        |                                                                    | Tư lệnh Hải đội                                                    | Tham mưu trưởng Hạm đội Hồng quân Công Nông                                    | Tham mưu trưởng Hạm đội Hồng quân Công Nông                                    | 12/1924  | 12/1924   |                                                                |
| 7   | Sergey Pavlovich Blinov (1886-1939)            |                                                                    | Tư lệnh Hải đội                                                    | Tham mưu trưởng Hạm đội Hồng quân Công Nông                                    | Tham mưu trưởng Hạm đội Hồng quân Công Nông                                    | 12/1924  | 8/1926    |                                                                |
| 8   | Arkady Alexandrovich Toshakov (1887-1938)      |                                                                    | Tư lệnh Hải đội                                                    | Tư lệnh Huấn luyện Tác chiến Bộ Tư lệnh Lực lượng Hải quân Hồng quân Công Nông | Tư lệnh Huấn luyện Tác chiến Bộ Tư lệnh Lực lượng Hải quân Hồng quân Công Nông | 8/1926   | 8/1927    |                                                                |
| 9   | Mikhail Alexandrovich Petrov (1885-1938)       |                                                                    | Tư lệnh Hạm đội                                                    | Tư lệnh Huấn luyện Tác chiến Bộ Tư lệnh Lực lượng Hải quân Hồng quân Công Nông | Tư lệnh Huấn luyện Tác chiến Bộ Tư lệnh Lực lượng Hải quân Hồng quân Công Nông | 8/1927   | 10/1930   |                                                                |
| 10  | Ivan Martynovich Ludry (1895-1937)             |                                                                    | Tư lệnh Hạm đội                                                    | Tư lệnh Huấn luyện Tác chiến Bộ Tư lệnh Lực lượng Hải quân Hồng quân Công Nông | Tư lệnh Huấn luyện Tác chiến Bộ Tư lệnh Lực lượng Hải quân Hồng quân Công Nông | 10/1930  | 3/1932    |                                                                |
| 11  | Eduard Samuilovich Pantserzhanskiy (1887-1937) |                                                                    | Tư lệnh Hải đội                                                    | Tư lệnh Huấn luyện Tác chiến Bộ Tư lệnh Lực lượng Hải quân Hồng quân Công Nông | Tư lệnh Huấn luyện Tác chiến Bộ Tư lệnh Lực lượng Hải quân Hồng quân Công Nông | 4/1932   | 10/1932   |                                                                |
| 11  | Eduard Samuilovich Pantserzhanskiy (1887-1937) | Tư lệnh hạng hai Bộ Tư lệnh Lực lượng Hải quân Hồng quân Công Nông | Tư lệnh hạng hai Bộ Tư lệnh Lực lượng Hải quân Hồng quân Công Nông | 10/1932                                                                        | 1/1935                                                                         |          |           |                                                                |
| 11  | Eduard Samuilovich Pantserzhanskiy (1887-1937) |                                                                    | Đô đốc hạng nhất                                                   | Tư lệnh hạng nhất Bộ Tư lệnh Lực lượng Hải quân Hồng quân Công Nông            | Tư lệnh hạng nhất Bộ Tư lệnh Lực lượng Hải quân Hồng quân Công Nông            | 1/1935   | 5/1937    | Bị bắt                                                         |
| 12  | Mikhail Emelyanovich Gorsky (1900-1938)        |                                                                    | Tư lệnh Hải đội                                                    | Tư lệnh hạng nhất Bộ Tư lệnh Lực lượng Hải quân Hồng quân Công Nông            | Tư lệnh hạng nhất Bộ Tư lệnh Lực lượng Hải quân Hồng quân Công Nông            | 10/1932  | 1/1935    |                                                                |
| 13  | Pavel Grigoryevich Stasevich (1896-1938)       |                                                                    | Hạm trưởng hạng nhất                                               | Tổng tham mưu trưởng Lực lượng Hải quân Hồng quân Công Nông                    | Tổng tham mưu trưởng Lực lượng Hải quân Hồng quân Công Nông                    | 5/1937   | 8/1937    | Bị bắt                                                         |
| 14  | Vladimir Petrovich Kalachev (1896-1938)        |                                                                    | Hạm trưởng hạng nhất                                               | Tổng tham mưu trưởng Lực lượng Hải quân Hồng quân Công Nông                    | Tổng tham mưu trưởng Lực lượng Hải quân Hồng quân Công Nông                    | 8/1937   | 2/1938    | Bị bắt                                                         |
| 15  | Lev Mikhailovich Galler (1883-1950)            |                                                                    | Đô đốc Hạm đội hạng nhì                                            | Tổng tham mưu trưởng Hạm đội Hàng hải Quân sự                                  | Tổng tham mưu trưởng Hạm đội Hàng hải Quân sự                                  | 2/1938   | 10/1940   |                                                                |
| 16  | Ivan Stepanovich Isakov (1894-1967)            |                                                                    | Đô đốc Hạm đội                                                     | Tổng tham mưu trưởng Hạm đội Hàng hải Quân sự                                  | Tổng tham mưu trưởng Hạm đội Hàng hải Quân sự                                  | 10/1940  | 4/1945    | Năm 1942 bị thương trong chiến đấu không thường xuyên công tác |
| -   | Vladimir Antonovich Alafuzov (1901-1966)       |                                                                    | Chuẩn Đô đốc                                                       | Quyền Tổng tham mưu trưởng Hạm đội Hàng hải Quân sự                            | Quyền Tổng tham mưu trưởng Hạm đội Hàng hải Quân sự                            | 7/1942   | 3/1943    |                                                                |
| -   | Georgy Andreyevich Stepanov (1990-1957)        |                                                                    | Phó Đô đốc                                                         | Quyền Tổng tham mưu trưởng Hạm đội Hàng hải Quân sự                            | Quyền Tổng tham mưu trưởng Hạm đội Hàng hải Quân sự                            | 3/1943   | 7/1944    |                                                                |
| -   | Vladimir Antonovich Alafuzov (1901-1966)       |                                                                    | Đô đốc                                                             | Quyền Tổng tham mưu trưởng Hạm đội Hàng hải Quân sự                            | Quyền Tổng tham mưu trưởng Hạm đội Hàng hải Quân sự                            | 7/1944   | 4/1945    |                                                                |
| 17  | Stepan Grigorievich Kucherov (1902-1973)       |                                                                    | Đô đốc                                                             | Tổng tham mưu trưởng Hạm đội Hàng hải Quân sự                                  | Tổng tham mưu trưởng Hạm đội Hàng hải Quân sự                                  | 4/1945   | 2/1946    |                                                                |
| 16  | Ivan Stepanovich Isakov (1894-1967)            |                                                                    | Đô đốc Hạm đội                                                     | Tổng tham mưu trưởng Lực lượng Hạm đội Hàng hải Liên Xô                        | Tổng tham mưu trưởng Lực lượng Hạm đội Hàng hải Liên Xô                        | 2/1946   | 2/1947    |                                                                |
| 18  | Arseniy Grigoriyevich Golovko (1906-1962)      |                                                                    | Đô đốc                                                             | Tổng tham mưu trưởng Lực lượng Hạm đội Hàng hải Quân sự                        | Tổng tham mưu trưởng Lực lượng Hạm đội Hàng hải Quân sự                        | 2/1947   | 2/1950    |                                                                |
| 18  | Arseniy Grigoriyevich Golovko (1906-1962)      | Tổng tham mưu trưởng Hải quân                                      | Tổng tham mưu trưởng Hải quân                                      | 2/1950                                                                         | 8/1952                                                                         |          |           |                                                                |
| -   | Ivan Dmitrievich Eliseev (1901-1974)           |                                                                    | Phó Đô đốc                                                         | Quyền Tổng tham mưu trưởng Hải quân                                            | Quyền Tổng tham mưu trưởng Hải quân                                            | 8/1952   | 3/1953    |                                                                |
| -   | Ivan Dmitrievich Eliseev (1901-1974)           | Quyền Tổng tham mưu trưởng Lực lượng Hải quân                      | Quyền Tổng tham mưu trưởng Lực lượng Hải quân                      | 3/1953                                                                         | 5/1953                                                                         |          |           |                                                                |
| 19  | Vitaly Alekseyevich Fokin (1906-1964)          |                                                                    | Đô đốc                                                             | Tổng tham mưu trưởng Lực lượng Hải quân                                        | Tổng tham mưu trưởng Lực lượng Hải quân                                        | 5/1953   | 3/1955    |                                                                |
| 19  | Vitaly Alekseyevich Fokin (1906-1964)          |                                                                    | Đô đốc                                                             | Tổng tham mưu trưởng Hạm đội Hàng hải Quân sự                                  | Tổng tham mưu trưởng Hạm đội Hàng hải Quân sự                                  | 3/1955   | 2/1958    |                                                                |
| 20  | Fyodor Vladimirovich Zozulya (1907-1964)       |                                                                    | Đô đốc                                                             | Tổng tham mưu trưởng Hạm đội Hàng hải Quân sự                                  | Tổng tham mưu trưởng Hạm đội Hàng hải Quân sự                                  | 2/1958   | 4/1964    | Mất khi đang tại nhiệm                                         |
| 21  | Nikolai Dmitriyevich Sergeyev (1909-1999)      |                                                                    | Đô đốc Hạm đội                                                     | Tổng tham mưu trưởng Hạm đội Hàng hải Quân sự                                  | Tổng tham mưu trưởng Hạm đội Hàng hải Quân sự                                  | 6/1964   | 7/1977    |                                                                |
| 22  | Georgy Mikhailovich Yegorov (1918-2008)        |                                                                    | Đô đốc Hạm đội                                                     | Tổng tham mưu trưởng Hạm đội Hàng hải Quân sự                                  | Tổng tham mưu trưởng Hạm đội Hàng hải Quân sự                                  | 7/1977   | 11/1981   |                                                                |
| 23  | Vladimir Nikolayevich Chernavin (1928-)        |                                                                    | Đô đốc Hạm đội                                                     | Tổng tham mưu trưởng Hạm đội Hàng hải Quân sự                                  | Tổng tham mưu trưởng Hạm đội Hàng hải Quân sự                                  | 11/1981  | 11/1985   |                                                                |
| 24  | Konstantin Valentinovich Makarov (1931-2011)   |                                                                    | Đô đốc Hạm đội                                                     | Tổng tham mưu trưởng Hạm đội Hàng hải Quân sự                                  | Tổng tham mưu trưởng Hạm đội Hàng hải Quân sự                                  | 12/1985  | 2/1992    |                                                                |

## Chính ủy Hải quân
Chức vụ có nhiều tên gọi khác nhau:
- Chủ tịch Ủy ban Cách mạng Hải quân (председатель Военно-морского революционного комитета)
- Chính ủy Lực lượng Hải quân Cộng hòa (Военный комиссар Морских Сил Республики)
- Ủy viên Hội đồng Quân sự Hạm đội Hàng hải Quân sự Liên Xô (член Военного Совета ВМФ СССР)

### Danh sách
| STT | Tên                                         | Quân hàm | Quân hàm             | Chức vụ                                                                           | Nhiệm kỳ | Nhiệm kỳ  | Ghi chú                |
| STT | Tên                                         | Quân hàm | Quân hàm             | Chức vụ                                                                           | Bổ nhiệm | Bãi nhiệm | Ghi chú                |
| --- | ------------------------------------------- | -------- | -------------------- | --------------------------------------------------------------------------------- | -------- | --------- | ---------------------- |
| 1   | Ivan Ivanovich Vakhrameev (1885-1965)       |          |                      | Chủ tịch Ủy ban Cách mạng Hải quân; Chính ủy Hội đồng Quân chính Hải quân Tối cao | 10/1917  | 4/1918    |                        |
| 2   | Fyodor Fyodorovich Raskolnikov (1892-1939)  |          |                      | Chính ủy Bộ Tổng tham mưu Hải quân; Ủy viên Hội đồng Quân sự Cách mạng Cộng hòa   | 4/1918   | 7/1919    |                        |
| 3   | Karl Andreevich Gailis (1888-1960)          |          |                      | Chính ủy Bộ Tổng tham mưu Hải quân                                                | 7/1919   | 3/1921    |                        |
| 4   | Sladkov Ivan Davydovich (1889-1922)         |          |                      | Chính ủy Lực lượng Hải quân Cộng hòa                                              | 3/1921   | 4/1922    | Mất khi đang tại nhiệm |
| 5   | Vyacheslav Ivanovich Zof (1889-1937)        |          |                      | Chính ủy Lực lượng Hải quân Cộng hòa                                              | 4/1922   | 12/1924   |                        |
| 6   | Duplitsky Dmitry Sergeevich (1890-1938)     |          |                      | Chính ủy Lực lượng Hải quân Cộng hòa                                              | 12/1924  | 11/1925   |                        |
| 7   | Anskin Adolf Yakovlevich (1894-1939)        |          |                      | Chính ủy Hội đồng Quân sự Hạm đội Hàng hải Quân sự Liên Xô                        | 11/1925  | 10/1927   |                        |
| 6   | Duplitsky Dmitry Sergeevich (1890-1938)     |          |                      | Chính ủy Hội đồng Quân sự Hạm đội Hàng hải Quân sự Liên Xô                        | 10/1927  | 11/1930   |                        |
| 8   | Grigory Sergeyevich Okunev (1900-1938)      |          |                      | Chính ủy Lực lượng Hải quân Hồng quân Công Nông                                   | 11/1930  | 1/1934    |                        |
| 9   | Fedor Efimovich Rodionov (1894-1937)        |          |                      | Chính ủy Lực lượng Hải quân Hồng quân Công Nông                                   | 1/1934   | 2/1935    |                        |
| 10  | Ivan Pavlovich Petukhov (1895-1942)         |          | Đô đốc hạng nhất     | Chính ủy Lực lượng Hải quân Hồng quân Công Nông                                   | 2/1935   | 3/1936    |                        |
| 11  | Nikolay Ilyich Ilyin (1895-1938)            |          | Đô đốc hạng nhất     | Chính ủy Lực lượng Hải quân Hồng quân Công Nông                                   | 3/1936   | 5/1937    |                        |
| 12  | Peter Ivanovich Laukhin (1899-1967)         |          | Đô đốc hạng nhất     | Chính ủy Lực lượng Hải quân Hồng quân Công Nông                                   | 5/1937   | 1/1938    |                        |
| 13  | Mikhail Romanovich Shaposhnikov (1899-1938) |          | Đô đốc hạng nhất     | Chính ủy Lực lượng Hải quân Hồng quân Công Nông                                   | 1/1938   | 6/1938    | Bị bắt                 |
| 14  | Nadezhin Ivan Pavlovich (1901-1941)         |          | Hạm trưởng hạng nhất | Chính ủy Lực lượng Hải quân Hồng quân Công Nông                                   | 6/1938   | 5/1939    |                        |
| 15  | Ivan Vasilievich Rogov (1899-1949)          |          | Đô đốc               | Chính ủy Lực lượng Hải quân Liên Xô                                               | 5/1939   | 8/1946    |                        |
| 16  | Nikolai Mikhailovich Kulakov (1908-1976)    |          | Phó Đô đốc           | Chính ủy Lực lượng Hải quân Liên Xô                                               | 8/1946   | 12/1949   |                        |
| 17  | Balev Boris Mikhailovich (1902-1973)        |          | Chuẩn Đô đốc         | Chính ủy Lực lượng Hải quân Liên Xô                                               | 12/1949  | 3/1950    |                        |
| 18  | Semyon Egorovich Zakharov (1906-1986)       |          | Đô đốc               | Chính ủy Lực lượng Hải quân Liên Xô                                               | 3/1950   | 6/1955    |                        |
| 19  | Arseniy Vasilievich Komarov (1907-2002)     |          | Phó Đô đốc           | Chính ủy Lực lượng Hải quân Liên Xô                                               | 6/1955   | 7/1958    |                        |
| 20  | Vasily Maksimovich Grishanov (1911-1994)    |          | Đô đốc               | Chính ủy Lực lượng Hải quân Liên Xô                                               | 7/1958   | 1/1980    |                        |
| 21  | Alexey Ivanovich Sorokin (1922-)            |          | Đô đốc               | Chính ủy Lực lượng Hải quân Liên Xô                                               | 1/1980   | 9/1981    |                        |
| 22  | Pavel Nikolaevich Medvedev (1922-1987)      |          | Đô đốc               | Chính ủy Lực lượng Hải quân Liên Xô                                               | 9/1981   | 5/1987    | Mất khi đang tại nhiệm |
| 23  | Vasily Ivanovich Panin (1934-)              |          | Đô đốc               | Chính ủy Lực lượng Hải quân Liên Xô                                               | 5/1987   | 4/1991    |                        |